# Menara Citibank
Menara Citibank es un rascacielos de oficinas situado cerca de las Torres Petronas, en Kuala Lumpur, Malasia, que alberga la sede de Citibank Syariah. Fue promovido por The Lion Group y completado en 1995, y se llamó originalmente Menara Lion hasta que Citibank adquirió una participación del 50% y se trasladó al edificio en 2000.
El edificio es propiedad de Inverfin Sdn Bhd, que a su vez es propiedad por partes iguales de Hap Seng Consolidated Bhd y Menara Citi Holding Co. Hap Seng Consolidated obtuvo su 50% de Inverfin en agosto de 2009 de CapitaLand (30%) y Amsteel Corp Bhd (20%) (filial de Lion Group), tras la decisión de IOI Group de no adquirirlo, aunque hizo una oferta por él un año antes. En mayo de 2010, Hap Seng Consolidated indicó su interés de adquirir el restante 50% del edificio en un futuro indeterminado.